# A Whole New World
A Whole New World (Nederlands: Een Nieuw Begin) is een lied uit Disney's 1992 animatiefilm Aladdin, geschreven door Alan Menken (muziek) en Tim Rice (tekst). Het duet is oorspronkelijk opgenomen door zangers Brad Kane en Lea Salonga (Nederlands: Bart Bosch en Laura Vlasblom), onder begeleiding van een orkest, en dient als liefdes- en themanummer van de film. Tekstueel gaat "A Whole New World" over Aladdin en Jasmine, die samen een romantische vlucht maken op een vliegend tapijt, terwijl Aladdin de in een keurslijf gestoken prinses een leven van vrijheid voorstelt. Het lied won een Oscar voor beste originele nummer tijdens de 65ste Oscaruitreiking. "A Whole New World" won tevens een Grammy Award voor Song of the Year tijdens de 36e editie van de Grammy Awards, de eerste en tot nu toe ook het enige Disney-lied die in deze categorie heeft gewonnen.

## Prijzen
Tijdens de Academy Awards in 1992 won A Whole New World de Academy Award voor Beste Originele Nummer. Hiermee won Alan Menken zijn derde award, zijn tweede op rij na Beauty and the Beast in 1991. Het nummer won in 1992 ook een Golden Globe voor Beste Originele Nummer. In 1994 won het ook een Grammy Award voor Song of the Year.

## Opmerkelijke uitvoeringen
- Het nummer is te vinden op het tweede deel van Disneymania.
- Jessica Simpson en Nick Lachey voor het derde deel van Disneymania
- Kelly Clarkson

## Internationaal
Zoals bijna alle Disney nummers werd A Whole New World vertaald en nagesynchroniseerd voor niet-Engelse versies van de film.
| Taal                      | Titel                            | Vertaling               | Gezongen door                     |
| ------------------------- | -------------------------------- | ----------------------- | --------------------------------- |
| Albanees                  | Është bota jonë                  | Het is onze wereld      |                                   |
| Arabisch                  | Di dunya foo                     | Het is een hoge wereld  | Muna Zaki                         |
| Braziliaans-Portugees     | Um mundo ideal                   | Een ideale wereld       | Sofia Escobar                     |
| Canadees Frans            | Un nouveau monde                 | Een nieuwe wereld       | Joël Legendre en Martine Chevrier |
| Deens                     | Et helt nyt liv                  | Een heel nieuw leven    |                                   |
| Duits                     | Ein traum wird wahr              | Een droom komt uit      | Peter Fessler en Sabine Hettlich  |
| Fins                      | Se on kuin yö                    | Het is als in een nacht |                                   |
| Frans                     | Ce rêve bleu                     | Deze blauwe droom       | Karine Costa en Daniel Levy       |
| Hebreeuws                 | עולם חדש (Olam hadash)           | Een nieuwe wereld       | Rama Mesinger en Alon Ophir       |
| Hindi                     | Sapno ka jahan                   | Het land van dromen     | Sonu Nigam                        |
| Hongaars                  | Egy új élmény                    | Een nieuwe ervaring     | Miller Zoltán en Janza Kata       |
| indonesisch               | Seluruh dunia                    | Over de hele wereld     | Nanang Niskala en Beatrix Renita  |
| Italiaans                 | Il mondo è mio                   | De wereld is van mij    | Vincent Thoma en Simona Peron     |
| Japans                    | 新しい世界 (Atarashii sekai)     | Nieuwe wereld           | Shin-ichiro Miki en Kaori Asoh    |
| Kantonees                 | 新的世界                         | Nieuwe wereld           |                                   |
| Koreaans                  | 아름다운 세상 (Aleumdaun sesang) | Prachtige wereld        | Gyeongju Nam en Jeonghwa Yi       |
| Latijns-Amerikaans Spaans | Un mundo ideal                   | Een ideale wereld       | Ricardo Montaner en Michelle      |
| Maleisisch                | Dunia baru                       | Nieuwe wereld           |                                   |
| Mandarijn                 | 萍水相逢 (Píng shuǐ xiāng féng)  | Toevallige ontmoeting   | Emil Chau                         |
| Noors                     | En annen jord                    | Een andere aarde        |                                   |
| Nederlands                | Een nieuw begin                  | Een nieuw begin         | Bart Bosch en Laura Vlasblom      |
| Pools                     | Wspaniały świat                  | Een mooie wereld        |                                   |
| Spaans                    | Un mundo ideal                   | Een ideale wereld       | Enrique del Pozo en Michelle      |
| Zweeds                    | En helt ny värld                 | Een hele nieuwe wereld  | Peter Jöback en Myrra Malmberg    |